# Panguitch
Panguitch er en amerikansk by og administrativt centrum for det amerikanske county Garfield County i staten Utah. I 2000 havde byen et indbyggertal på 1.623.

## Ekstern henvisning
- Panguitchs hjemmeside (engelsk)

37°49′20″N 112°26′5″V / 37.82222°N 112.43472°V